# 11848 Paullouka
A 11848 Paullouka (ideiglenes jelöléssel 1988 CW2) a Naprendszer kisbolygóövében található aszteroida. Eric Walter Elst fedezte fel 1988. február 11-én.